# Friedrich Moritz Hartogs

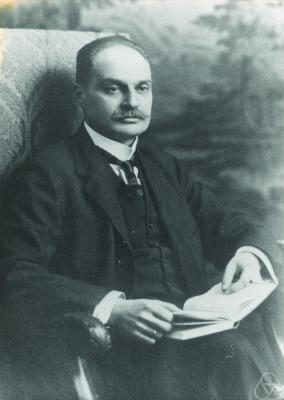
Friedrich Hartogs

Friedrich Moritz Hartogs, auch Fritz Hartogs, (* 20. Mai 1874 in Brüssel; † 18. August 1943 in München) war ein deutscher Mathematiker, der vor allem wegen seiner Arbeiten zur Funktionentheorie mehrerer komplexer Veränderlicher und zur Mengenlehre bekannt ist.

## Leben
Hartogs wurde als Sohn des Kaufmanns Gustav Hartogs und seiner Frau Elise Feist geboren und wuchs in Frankfurt am Main auf. Er studierte an der TU Hannover, an der Technischen Hochschule und der Universität in Berlin sowie an der Ludwig-Maximilians-Universität München, wo er 1903 bei Alfred Pringsheim mit Auszeichnung promovierte.
Nach der Habilitation 1905 war er Privatdozent, 1910 außerordentlicher (1912 „etatmäßig“ außerordentlicher) und 1927 ordentlicher Professor in München. Seine Wahl in die Bayerische Akademie der Wissenschaften scheiterte aber, da man einen Chemiker vorzog. Ein Grund für seine „Karriere-Verzögerungen“ war seine z. B. in den Erinnerungen von André Weil bezeugte scheue und zurückhaltende Natur. Einen Ruf an die Universität Frankfurt 1922 lehnte er ab, da ihm in Inflationszeiten der Stiftungsstatus der Universität zu unsicher war. 1935 wurde er als Jude von den Nationalsozialisten entlassen (eine Entlassung schon 1933 entfiel, da er schon vor 1914 Beamter war). 1938 wurde er nach den Pogromen der Reichspogromnacht kurzzeitig ins KZ Dachau eingewiesen und misshandelt. 1941 musste er den Judenstern tragen; eine Einweisung in ein Arbeitslager konnte er aber zunächst durch einen mit seiner nicht-jüdischen Ehefrau abgesprochenen Scheidungsprozess abwenden, und vermied damit auch die drohende Enteignung seines Hauses. 1943 beging er, der ständigen Demütigungen müde und angesichts seiner drohenden Verhaftung (der Ortsgruppenleiter der NSDAP von Pullach schien bis dahin seinen Aufenthalt stillschweigend geduldet zu haben), Suizid mit einer Überdosis Schlafmittel. Seine Frau, die er im Jahr 1900 geheiratet hatte, und seine vier Kinder (drei davon im Ausland) überlebten den Krieg.

## Werk
Hartogs leistete Pionierarbeit auf dem Gebiet der komplexen Analysis in mehreren Variablen. Ein Satz von Hartogs (in seiner Habilitation 1905) stellt die Holomorphie von Funktionen mehrerer Veränderlicher sicher, falls sie in jeder Variablen separat holomorph sind. Sie sind also insbesondere auch stetig, im Gegensatz zu den Verhältnissen im reellen Fall. Der Kontinuitätssatz von Hartogs (bzw. Lemma von Hartogs) stellt die holomorphe Fortsetzung von Funktionen mehrerer Variabler, holomorph in der zusammenhängenden Umgebung des (zusammenhängenden) Randes eines begrenzten Gebietes K des {\displaystyle C_{n}} (n > 1) in K hinein sicher. Hartogs formulierte und bewies den Satz für spezielle Gebiete K und spezielle Umgebungen. Beispielsweise bewies er die holomorphe Fortsetzbarkeit einer auf einer offenen Kugelschale holomorphen Funktionen ins Kugelinnere, wo im Gegensatz zu einer Variabler somit keine isolierten Singularitäten existieren können. Schon in seiner Dissertation bewies er die Fortsetzbarkeit einer in der Umgebung eines Zylinders K in zwei komplexen Dimensionen holomorphen Funktion in K hinein. Aus diesen Arbeiten entstanden später die grundlegenden Begriffe Holomorphiehülle und Holomorphiegebiet.
In der Mengenlehre ist der Satz von Hartogs bekannt, der zu jeder Menge die Existenz einer wohlgeordneten Menge größerer Kardinalität sicherstellt. Außerdem gab er in seinem Aufsatz von 1915 einen neuen Beweis des Zermeloschen Wohlordnungssatzes unter Verwendung des Prinzips der Vergleichbarkeit von Kardinalitäten (Trichotomie) statt des Auswahlaxioms (daraus folgt, dass Trichotomie äquivalent zum Auswahlaxiom ist). 1909 gab er einen elementaren Beweis des Weierstraßschen Vorbereitungssatzes. 1925 gab er einen neuen Beweis des Jordanschen Kurvensatzes.

## Schriften
- Über die Funktionen mehrerer unabhängiger Veränderlicher, Mathematische Annalen Band 62, 1906, S. 1.
- Über neuere Untersuchungen auf dem Gebiete der analytischen Funktionen mehrerer Variablen, Jahresbericht DMV 1907
- Über das Problem der Wohlordnung, Mathematische Annalen, Band 76, 1915, S. 438.